# 鐵金剛勇破海龍幫
《鐵金剛勇破海龍幫》（英語：For Your Eyes Only）是第十二部詹姆士·龐德系列電影，影星羅傑·摩爾第五次飾演虛構的MI6特工詹姆士·龐德。而曾經在《鐵金剛勇破雪山堡》、《鐵金剛勇破海底城》和《鐵金剛勇破太空城》三部詹姆士·龐德電影擔任第二攝制組導演的約翰·葛倫首次接手該片的導演工作。
劇本由Richard Maibaum和 Michael G. Wilson從伊恩·佛萊明的短篇小說集For Your Eyes Only中的兩篇故事For Your Eyes Only和Risico中的故事人物和情節作素材，一些故事素材也在小說Live and Let Die，Goldfinger和On Her Majesty's Secret Service。而故事概要是龐德嘗試找出一個指揮導彈發射系統。
在前作《鐵金剛勇破太空城》推出後，製作人意識到龐德電影要由科幻類型轉回初期龐德電影和龐德小說風格。結果007：最高機密的風格走向剛強，寫實。而劇情主題也走向復仇。電影則主要取景於希臘，意大利和英國，而海底情節則攝於巴哈馬。
《鐵金剛勇破海龍幫》在1981年6月24日上映並得到不同評價和票房大捷，在全球獲得一億九千五百多萬票房收入。值得一提是該片是最後一部由聯藝電影獨立發行的龐德電影，之後聯藝電影就成為米高梅的子公司並聯合發行龐德電影。

## 劇情
以漁船作掩飾的英國間諜船—聖喬治號（St.Georges）因為誤撈敵方佈下的水雷而令水雷爆炸並令間諜船下沈，而負責控制ATAC通訊器的人員由於船身搖晃，未能及時銷毀ATAC（Automatic Targeting Attack Communicator—自動瞄準攻擊通訊器）通訊器而令發報機連同間諜船下沈。翌日，國防部收到消息，得知間諜船的下沈位置不深，加上ATAC用於導彈發射，使用不當可令英國的中程彈道導彈報銷，最嚴重可令導彈攻擊英國，所以國防部長恐防敵國會搶走發報機。
英國軍情六處的頭號敵人蘇聯KGB首腦阿纳托尔·果戈理將軍（General Anatol Gogal）得知下沉的間諜船有通訊器後即時聯絡在希臘的線人。而英國方面則派夏夫洛（Havelock）夫婦乘坐翠亞娜號（triana）負責打撈ATAC通訊器。但遭古巴殺手赫克托尔·冈萨雷斯（Hector Gonzales）在飛機用機關槍射殺，船上只剩下夏夫洛的女兒梅蓮娜（Melina Havelock）生還。五天後，詹姆士回到英國接受退潮任務（operation undertow），受命到西班牙馬德里抓住赫克托尔·冈萨雷斯並盤問幕後兇手是誰人。
詹姆士駕駛蓮花汽車Esprit Turbo到馬德里的一棟別墅，潛入別墅後發現赫克托尔·冈萨雷斯跟一名戴着八角形眼鏡的男子有金錢交易，正當繼續觀察時卻發現背後有人，詹姆士去跟蹤時不幸被別墅守衛抓住。而正當詹姆士準備被監禁的時候赫克托尔·冈萨雷斯卻被人偷襲，令詹姆士的行動被破壞。不過詹姆士趁現場混亂時乘機發難逃生,逃生的時候發現殺害赫克托尔·冈萨雷斯的人正是夏夫洛夫婦的女兒梅蓮娜，於是兩人一起逃生。而八角形眼鏡男子也順利逃去。由於詹姆士的車遭守衛擊毀，兩人乘坐梅蓮娜的雪鐵龍2CC逃走，中途有追兵窮追不捨，之後由詹姆士駕駛才能逃過追兵。詹姆士叫梅蓮娜留在這裏等消息。詹姆士向譚納（Bill Tannar）和國防部長報告退潮任務已經失敗，被譚納和國防部長斥責一番。但詹姆士提醒兩人自己仍有線索去尋找幕後兇手，只要自己能辨認出戴着八角形眼鏡的男子的話就能繼續調查，於是譚納帶詹姆士到Q分部用辨認系統（Identigraph），Q利用辨認系統認出該名戴着八角形眼鏡的男子名叫艾米·羅克（Emile Leopold Locque），是幫助希臘走私販的殺手。並查出他正在於意大利的科爾蒂納丹佩佐（Cortina d'Ampezzo）。
詹姆士來到科爾蒂納丹佩佐，上到托芬拿山（Tofane）跟意大利的線人路易吉·費拉赫（Luigi Ferrara）見面。費拉赫向詹姆士介紹希臘線人艾力斯·克里斯塔多（Aristotle Kristatos）,他贊助的奧運女選手碧碧達（Bibi Dalh）和碧碧的教練尤歌·史布賓（jacoba brink）, 克里斯塔多指出羅克是走私販米羅斯·哥倫布（Milos Columbo，別號白鴿，其手下有白鴿圖案的胸針。）的手下。最後克里斯塔多稱要到希臘克基拉島工作，要詹姆士幫他照顧碧碧。詹姆士在回到酒店的途中竟遇上梅蓮娜，還險被殺手殺死，原來梅蓮娜是被殺手騙來意大利，詹姆士叫梅蓮娜放心讓自己去調查，因為梅蓮娜經常無意破壞詹姆士的任務，加上已經有殺手盯上梅蓮娜，所以詹姆士叫她回到克基拉島翠亞娜號等消息。詹姆士之後帶碧碧到山上滑雪，從碧碧口中認識奧運東德冠軍運動員艾迪·貝查（Erik Kriegler），而羅克一直跟蹤兩人，所以詹姆士向碧碧表示跟別人有約而要離開。中途卻遭貝查射殺，原來貝查是為KGB工作的，詹姆士只好逃到跳台滑雪的跳台，但被羅克和貝查兩人包抄，但詹姆士成功逃脫。之後詹姆士和費拉赫到達一處溜冰場，費拉赫留在車子裏而詹姆士就進去找碧碧，乘機詢問碧碧關於貝查的資料，卻被教練史布賓叫停，碧碧只好離開。但詹姆士卻被剛進來的冰球運動員偷襲，但詹姆士成功撃敗殺手，出來的時候卻發現費拉赫被暗殺，而其手上還緊握白鴒胸針，似乎是羅克所為。
之後詹姆士回到希臘並到哥倫布的賭場與克里斯塔多見面，克里斯塔多告訴詹姆士哥倫布經營地下海洛英工場，並看見哥倫布和一名名叫利素的女伯爵（Countess Lisl von Schlaf）進餐。所以詹姆士嘗試靠近利素以進一步獲取關於哥倫布的消息，但詹姆士和克里斯塔多的對話卻被哥倫布偷聽，於是哥倫布將計就計讓利素接近詹姆士。翌日詹姆士和利素在沙灘上散步卻遭羅克偷襲，利素被羅克用車撞死，而詹姆士正當要被羅克殺死時，一群帶有白鴿胸針的神秘人將羅克趕走並帶走詹姆士。當詹姆士醒來的時侯他已經在哥倫布的船上，詹姆士隨後與哥倫布會面，哥倫布指克里斯塔多才是詹姆士真正要找的幕後黑手，而克里斯塔多所設計的陰謀是想假借詹姆士之手除掉哥倫布，哥倫布承諾晚上會帶詹姆士到克里斯塔多在阿爾巴尼亞的毒品工埸以表清白。到了晚上哥倫布和詹姆士到克里斯塔多的毒品工埸進行突襲，羅克摧毀毒品工埸並逃走，但到山上被詹姆士逮捕，詹姆士把羅克踢下山令他跌死。
翌日,詹姆士潛到水底並遇上梅蓮娜，上船後二人翻開夏夫洛的日記以找出聖喬治號下沈的地點，之後兩人乘坐夏夫洛的潛艇海神號（Neptune）到聖喬治號的殘骸尋找ATAC通訊器，卻遭克里斯塔多手下的襲擊，梅蓮娜更險遭殺害，詹姆士用定時引爆器殺掉殺手，而回到潛艇並獲得ATAC通訊器的同時克里斯塔多派另一個潛艇搔擾兩人。之後克里斯塔多強行打撈海神號並逮捕兩人及搶走ATAC通訊器，克里斯塔多用兩人作魚餌以吸引鯊魚，但兩人成功逃脫。之後兩人回到翠亞娜號，透過梅蓮娜的鸚鵡麥斯（Max）的學舌得知克里斯塔多等人會在聖西里爾（St. Cyril's）交收ATAC通訊器，詹姆士即時與Q會合，Q告訴詹姆士聖西里爾在希臘整整有四百三十九個，所以詹姆士找上哥倫布以找出正確的聖西里爾。詹姆士，哥倫布和梅蓮娜到達邁泰奧拉的聖西里爾修道院，詹姆士一直沿着懸崖爬上去，卻被守衛發現，但詹姆士及時殺死守衛並帶梅蓮娜等人上去修道院，而碧碧和史布賓因為不想去古巴而被克里斯塔多教訓一頓，所以幫助詹姆士以脫離克里斯塔多的控制，但詹姆士攻擊守衛時卻被貝查發現行蹤，不過詹姆士趁貝查看見克里斯塔多拿走ATAC通訊器而分心的時候殺死他。而果戈理將軍也同時到達，克里斯塔多想將ATAC通訊器交給果戈理將軍但被詹姆士等人阻止。梅蓮娜想殺死克里斯塔多但被詹姆士阻止，克里斯塔多想趁兩人爭執的時候殺掉兩人但他反被哥倫布殺死。而詹姆士快要被逼將ATAC通訊器交出的時候把ATAC通訊器扔掉，防止令通訊器落入敵人手中，完成任務。

## 演員
- 詹姆士·龐德（James Bond）：羅傑·摩爾（Roger Moore）

英國特務，本作主角。因ATAC通訊器不知所終而要奉命尋找通訊器，最後完成任務，不理上司的命令與梅蓮娜在月下裸泳。
- 梅蓮娜：卡洛·波桂（Carole Bouquet）

負責打撈ATAC通訊器的線人夏夫洛氏的女兒，因為父母被殺所以跟詹姆士合作以報父母被殺之仇。飾演該角色的演員卡洛曾在007:太空城開拍前為女主角古海德博士試鏡，但不獲取錄。
- 克里斯塔多（Aristotle Kristatos）：朱利安·葛洛佛（英语：Julian Glover）

希臘人，英國派來的線人，因為在希臘戰爭時英勇抗敵而獲英國頒贈皇家勳章，是奧運選手碧碧達的贊助人，但克里斯塔多的真正身份是雙面諜，表面幫助英國而暗地裏幫助蘇聯，他也是毒販，所以哥倫布帶詹姆士到他的毒品工場以表清白，曾搶走ATAC通訊器並用詹姆士和梅蓮娜作魚餌，最後在修道院被哥倫布殺死。飾演該角色的演員Julian Glover曾是電影007：生死關頭開拍前的龐德侯選人，可惜被羅傑擊敗。
- 羅克（Emile Leopold Locque）：Michael Gothard（英语：迈克尔·戈特哈德）

克里斯塔多的手下，曾經越獄，在馬德里與殺手賈沙勒進行交易，在意大利時殺死詹姆士的線人費拉赫，為的是要嫁禍給哥倫布，又殺死哥倫布的情婦利素，最後在毒品工場大戰時乘車逃走，被詹姆士殺死。
- 貝查（Erik Kriegler）：約翰·威曼（英语：John Wyman）

東德運動員，KGB的手下，曾在意大利追殺詹姆士，又在聖西里爾與詹姆士搏鬥，最後被詹姆士殺死。
- 賈沙勒（Hector Gonzales）：Stefan Kalipha

古巴殺手，受克里斯塔多的手下羅克收賣去殺夏夫洛氏夫婦，被梅蓮娜殺死。
- 哥倫布（Milos Columbo）：哈伊姆·托波尔（英语：Chaim Topol）

走私販，綽號「白鴿」，愛吃開心果，曾是克里斯塔多的戰友，後因不和而各散東西。曾對詹姆士指出克里斯塔多是雙面諜，想借英國特務之手鏟除自己，到晚上與詹姆士到克里斯塔多的毒品工場以表清白。又跟詹姆士和梅蓮娜到聖西里爾修道院阻止克里斯塔多的陰謀，最後趁克里斯塔多想偷襲詹姆士和梅蓮娜時將克里斯塔多殺死。角色名字是來自佛萊明所欣賞的法拉利汽車引擎設計師喬克諾·克羅布。而飾演該角色演員Chaim Topol建議用開心果作角色的標誌。
- 費拉赫（Luigi Ferrara）：約翰·莫雷諾（英语：John Moreno）

詹姆士在意大利的線人，向詹姆士介紹克里斯塔多等人，最後被羅克殺死。
- 碧碧達（Bibi Dahl）：蓮荷麗·瓊蓀

奧運選手，原本受克里斯塔多的贊助，個性開放，曾邀請詹姆士進行性行為但被拒絕，又跟詹姆士說出關於東德運動員貝查的資料，因為不想跟克里斯塔多到古巴而跟教練逃走，又幫助詹姆士對付貝查，最後她的贊助人換成哥倫布。而飾演該角色演員Lynn-Holly Johnson轉行從影前曾經是名花式溜冰運動員，並在1974年美國花式溜冰錦標賽的初學者級獲得銀牌。
- 利素女伯爵（Countess Lisl von Schlaf）：卡桑德拉·哈里斯（英语：Cassandra Harris）

由第五任詹姆士·龐德皮爾斯·布洛斯南的前妻Cassandra Harris演出，他們兩夫婦曾在影片拍攝期間與該電影製作人艾伯特·布洛克里共晉午餐。奧地利人，哥倫布的情婦，不時在哥倫布的賭場遊說別人賭錢，因為與哥倫布的親密關係而引起詹姆士的接近。與詹姆士過夜，最後翌日和詹姆士散步遭到羅克殺死。
- Q先生（Q）：戴斯蒙·李維林（Desmond Llewelyn）

MI6人員，曾幫助詹姆士用辨認系統查出羅克的身分，又在希臘與詹姆士會面，指出聖西里爾在希臘有四百三十九個，要詹姆士自行搜尋。
- 比爾·譚納（英语：Bill Tanner）：詹姆斯·維利爾斯（英语：James Villiers）

MI6的首腦M的副手，今集由於M去放假所以暫時接手M的工作。該角色在007:金槍人中出現，不過沒有在演員名單中出現。而在本片飾演譚納的Villiers以為他會飾演M但因製作人覺得他太年輕了，並不符合製作人對角色的年齡要求所以沒有接納，他只能失望而回。
- 格雷（Frederick Gray）：傑佛瑞·基恩（英语：Geoffrey Keen）

英國國防部長，收到聖喬治號沈沒的消息後要求詹姆士尋回ATAC通訊器。該角色和譚納一樣因飾演M的演員柏納德·李的逝世而頂上。
- 果戈理（General Gogol）：華特·戈泰

KGB首領，因為收到消息而要克里斯塔多搶走ATAC通訊器，但陰謀被詹姆士破壞
- 布魯弗（英语：Ernst Stavro Blofeld）：約翰·賀尼斯（英语：John Hollis）（演出）[10] 、勞勃·雷亞提（英语：Robert Rietti）[11] （聲演）

詹姆士的殺妻仇人，在前幾套邦德電影中出現，該電影由此至終都沒有說明布魯弗的名字，因為當時製作人Kevin McClory擁有小說Thunderball和布魯弗的版權，所以在演員名單都沒有明示該奸角是布魯弗，但其抱着波斯貓（布魯弗的標誌）和坐着輪椅（金剛鑽中被詹姆士弄至重傷）這兩項特徵可以證明此人是布魯弗。在詹姆士拜祭亡妻崔西（崔西）時派手下接詹姆士上直昇機，豈料直昇機已被布魯弗改裝並用搖控操控直昇機想殺死詹姆士，但詹姆士破壞搖控並用直昇機勾着布魯弗的輪椅，布魯弗苦苦哀求詹姆士但詹姆士將他扔下煙囪令布魯弗跌死。
- Jacoba Brink：吉爾·貝內特（英语：Jill Bennett）

奧運選手碧碧達的溜冰教練，並在修道院幫助廳德帶路。
- 夏夫洛（Sir Timothy Havelock）：杰克·海德利（英语：Jack Hedley）

海洋考古學家，梅蓮娜的父親。受僱於英國秘密情報局奉命秘密尋找失事的聖喬治號，但在工作進行時被殺。
- 曼妮潘妮（Miss Moneypenny）：露易絲·麥斯威爾（英语：Lois Maxwell）

M的秘書。
- Apostis：傑克·克拉夫（英语：Jack Klaff）

其中一名克里斯塔多的心腹和司機。
- Claus：查尔斯·丹斯

羅克的同伴。這角色是Charles早期演藝生涯飾演的角色，在1989年他在ITV盎格利亞的電視節目Goldeneye: The Secret Life of Ian Fleming中飾演伊恩·佛萊明，演繹伊恩·佛萊明的一生。
- 柴契爾夫人：珍妮特·布朗

在電影尾聲與其丈夫丹尼斯（John Wells飾演）打電話向龐德道謝。
- Bob Simmons

片中擔任特技演員，在前三齣龐德電影的槍管片段扮演龐德開槍，並在霹靂彈飾魔鬼黨成員Jacques Bouvar上校。而在本片中客串因偷竊蓮花turbo esprit而觸動汽車自爆的賈沙勒心腹。

## 製作
007：最高機密重新將攝製團隊成員換掉：約翰·葛倫由以往在龐德電影擔任第二組導演和剪輯晉升為導演，他在以後四部龐德電影擔任相同職位。這個轉變令電影的風格變得精辟有力，削弱以往裝備的重要性、各種大場境和大型動作場面（而這些元素是前龐德電影導演路易斯·吉爾伯特所喜愛的風格）並將電影風格集中在充滿張力的氛圍、劇情以及角色塑造身上，這些改變令龐德電影更嚴肅。

### 音樂
由席娜伊絲頓（Sheena Easton）演唱同名主題曲「For Your Eyes Only」
| 評論得分 | 評論得分 |
| 來源     | 評分     |
| -------- | -------- |
| Allmusic | [ 15 ]   |

| 密紋唱片 | 密紋唱片               | 密紋唱片 |
| 曲序     | 曲目                   | 时长     |
| -------- | ---------------------- | -------- |
| 1.       | For Your Eyes Only     | 3:03     |
| 2.       | A drive in the country | 2:23     |
| 3.       | Take me home           | 2:29     |
| 4.       | Melina's revenge       | 2:15     |
| 5.       | Gonzales takes a dive  | 3:10     |
| 6.       | St. Cyril's monastery  | 4:31     |
| 7.       | Make it last all night | 3:30     |
| 8.       | Runaway                | 3:49     |
| 9.       | Submarine              | 2:34     |
| 10.      | For Your Eyes Only     | 1:31     |
| 11.      | Cortina                | 1:43     |
| 12.      | The P.M. gets the bird | 5:00     |

## 影片道具
- 瓦爾特PPK